# Các nhà thờ gỗ ở Nam Tiểu Ba Lan
Các nhà thờ gỗ ở Nam Tiểu Ba Lan là các nhà thờ làm bằng gỗ nằm ở Binarowa, Blizne, Dębno, Haczów, Lipnica Murowana và Sękowa thuộc tỉnh Małopolskie (hay còn gọi là Tiểu Ba Lan), Ba Lan. Trên thực tế, còn rất nhiều các nhà thờ khác bằng gỗ ở nam Tiểu Ba Lan đại diện cho ví dụ nổi bật về truyền thống xây dựng nhà thờ thời Trung Cổ trong văn hóa Công giáo La Mã phổ biến ở Đông và Bắc Âu từ thời Trung Cổ.

## Kiến trúc
Đây là sản phẩm của nền kiến trúc Giáo hội Công giáo Rôma phối hợp với kiến trúc Chính thống giáo phương Đông. Về bên ngoài, các nhà thờ này thích ứng với khí hậu địa phương (ví dụ độ nghiêng dốc của mái nhà). Bên trong, các nhà thờ này được trang trí rất nhiều. Một trong các đặc điểm chính của việc trang trí là các tranh trường.
Dębno – Nhà thờ kính Tổng thiên thần Michael được dựng từ nửa sau thế kỷ thứ 15. Đây là một trong các nhà thờ thời trung cổ được bảo tồn tốt trong vùng. 

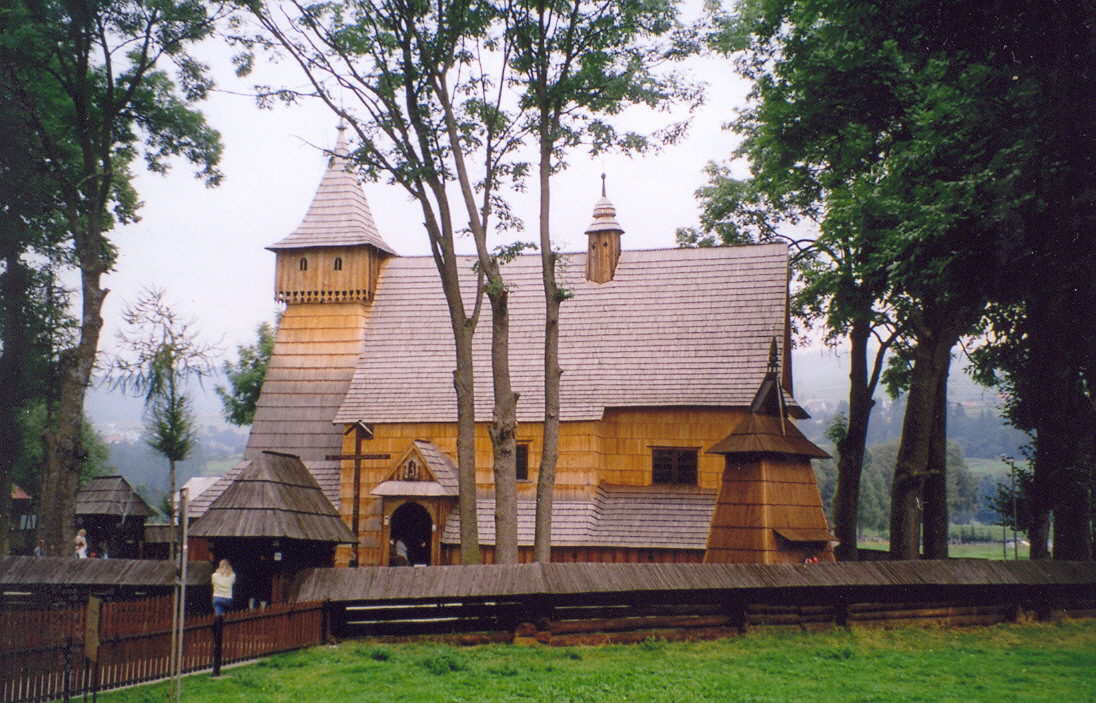

Binarowa – Nhà thờ kính Tổng thiên thần Michael được dựng khoảng năm 1500. Phần nội thất nhiều màu (từ các thế kỷ 16 và 17) ở cảnh sau bàn thờ cùng các tượng điêu khắc bằng gỗ, trong đó có tượng Đức Mẹ bế Chúa Giêsu hài đồng, được tạc khoảng năm 1430. 

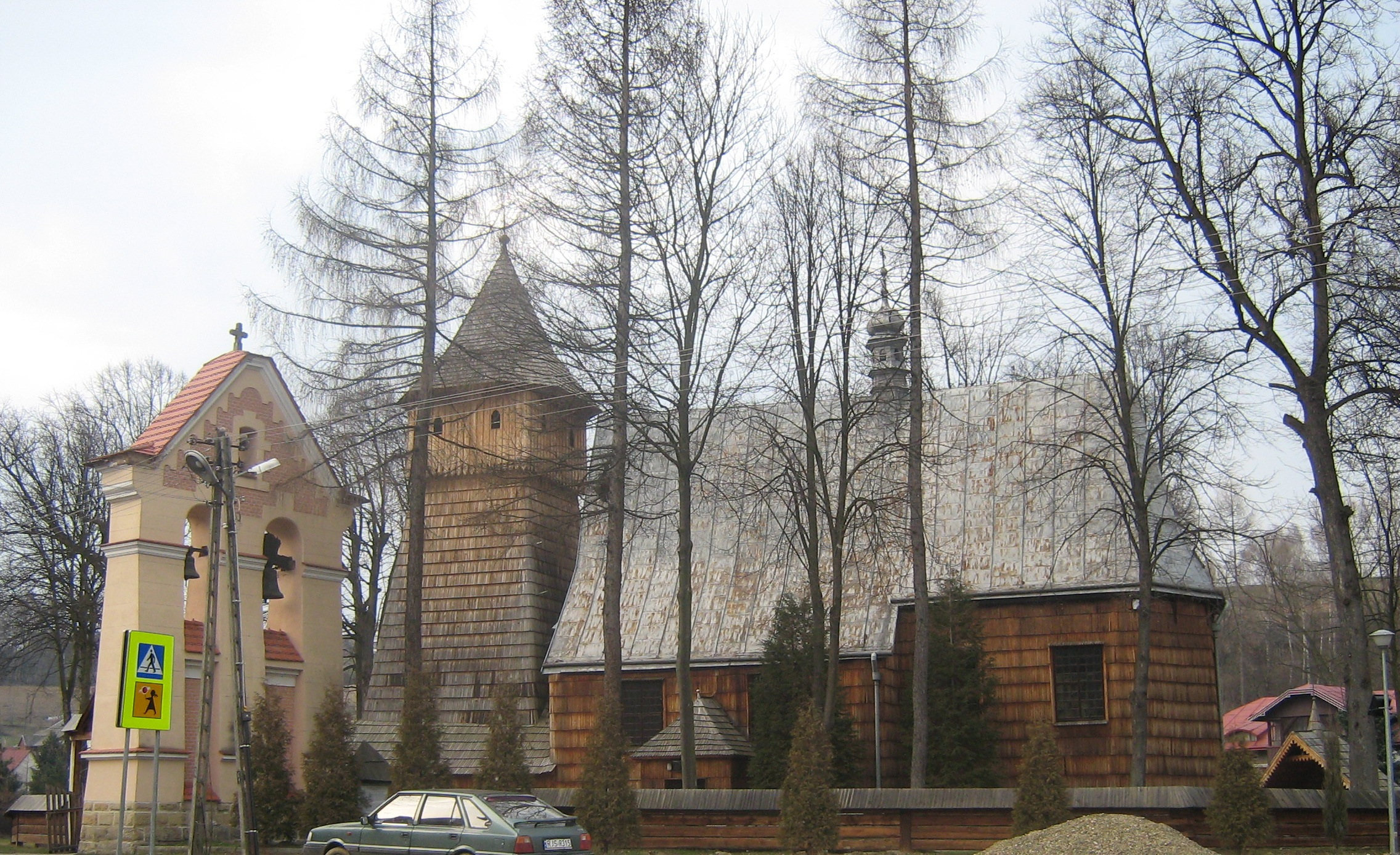

Blizne – Nhà thờ kính Các thánh, được dựng từ giữa thế kỷ thứ 15. Nhà thờ này có nhiều yếu tố kiến trúc Gothic bằng gỗ và có nhiều tranh tường từ các thế kỷ 16 và 17.
Haczów – Nhà thờ kính Đức Bà Mông triệu, dựng từ giữa thế kỷ thứ 15, là một trong số các nhà thờ làm bằng các cây gỗ tròn đặt nằm ngang lâu đời nhất và lớn nhất thế giới. Các bức tranh độc đáo trong nhà thờ này có từ năm 1494.

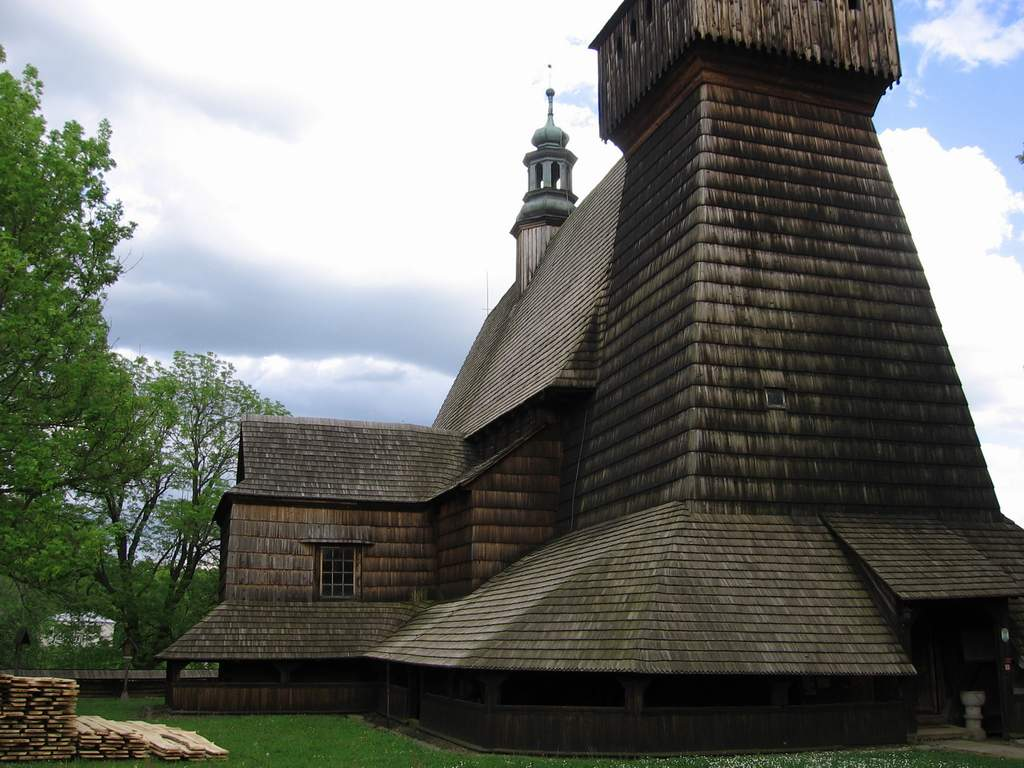

Lipnica Murowana – Nhà thờ kính thánh Leonard, dựng từ cuối thế kỷ thứ 15. Bên trong giống như một nhà bảo tàng nghệ thuật thời đó. 

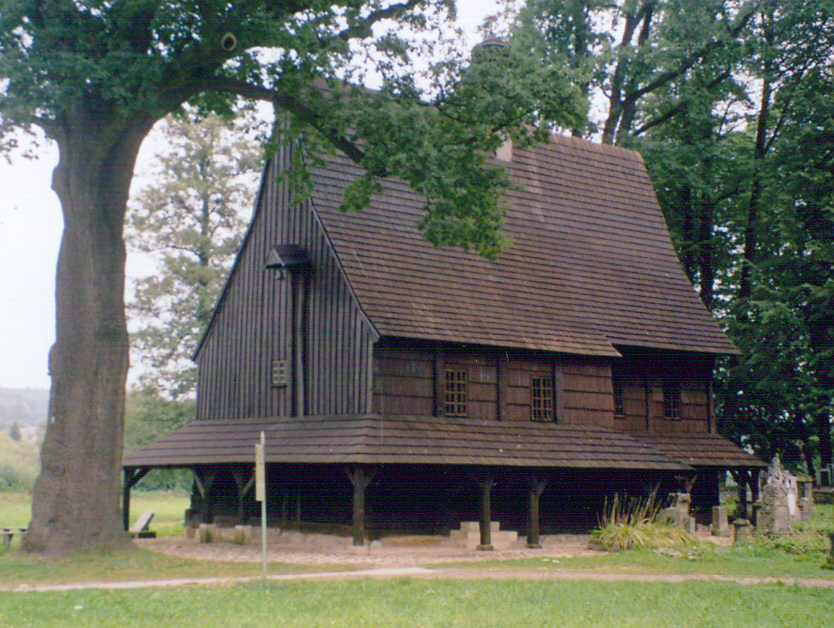

Sękowa – Nhà thờ kính thánh Philippe và Jacob, dựng năm 1516, mở rộng trong thế kỷ 17. Nhà thờ này có cấu trúc đáng chú ý với các dãy cuốn bên ngoài bao quanh toàn thể nhà thờ.

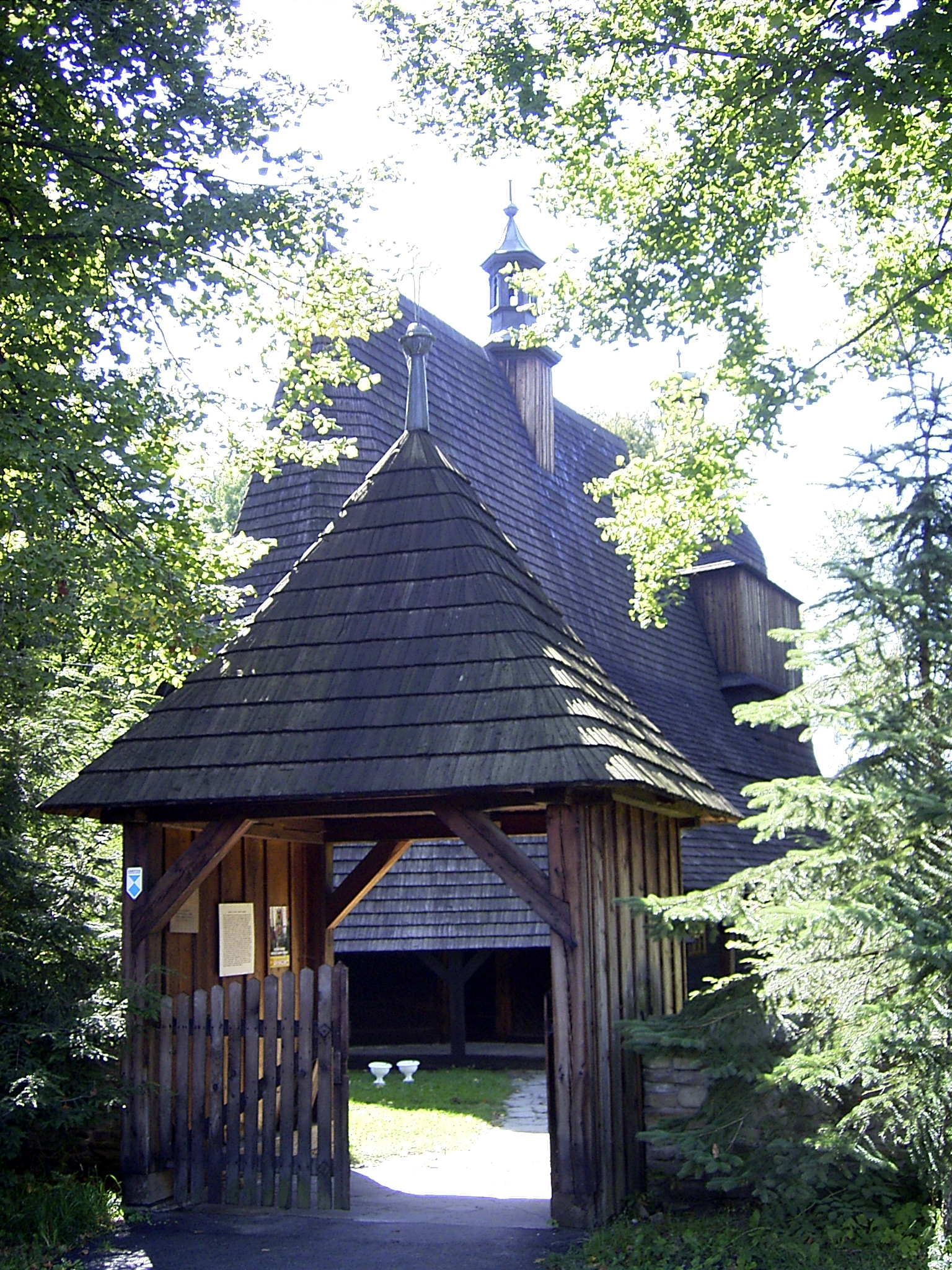

## Các nhà thờ khác bằng gỗ

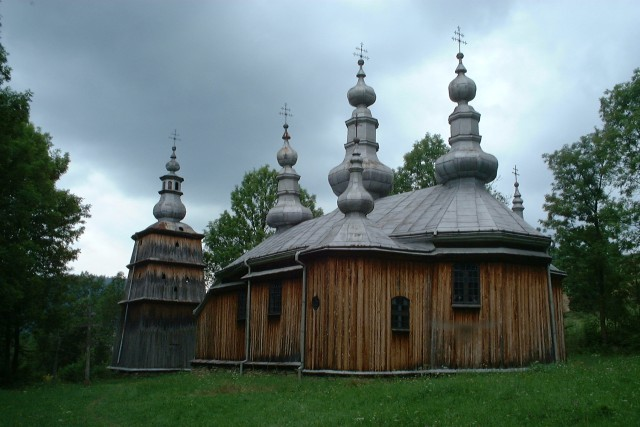
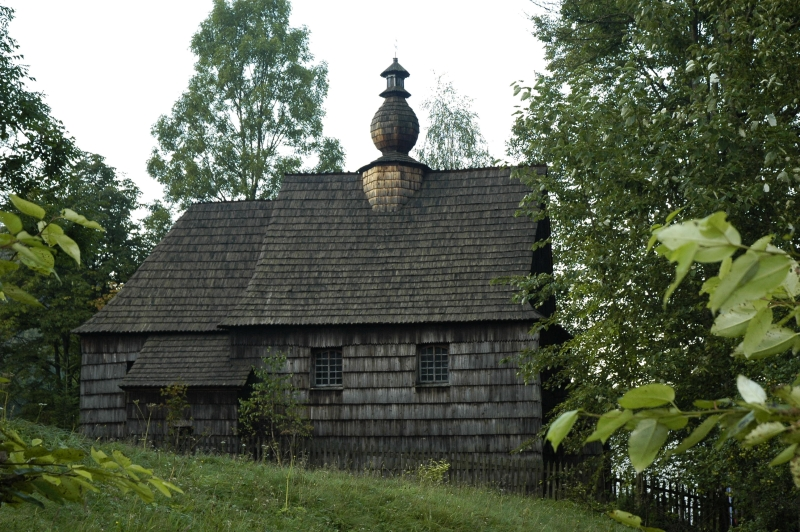
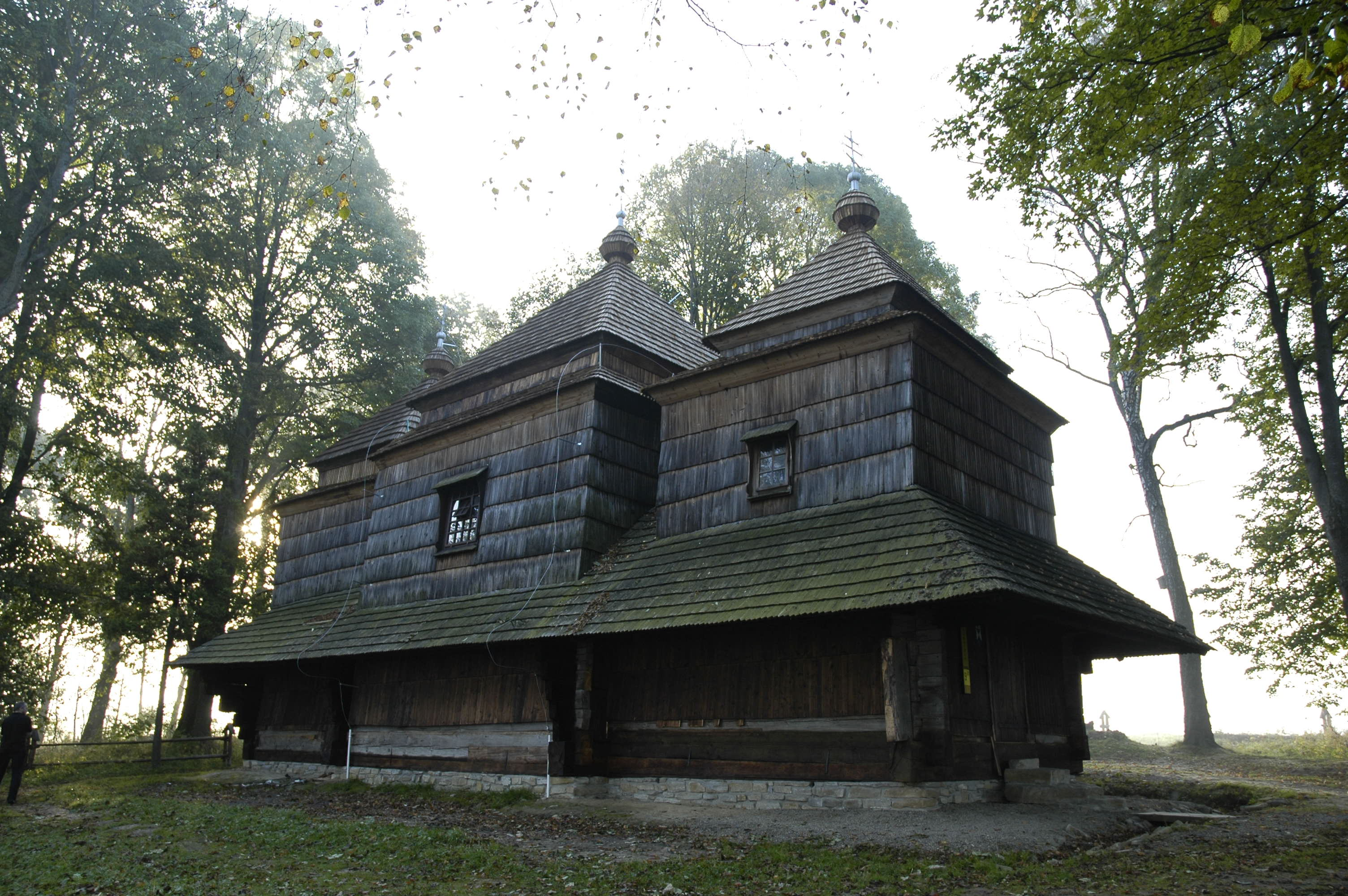
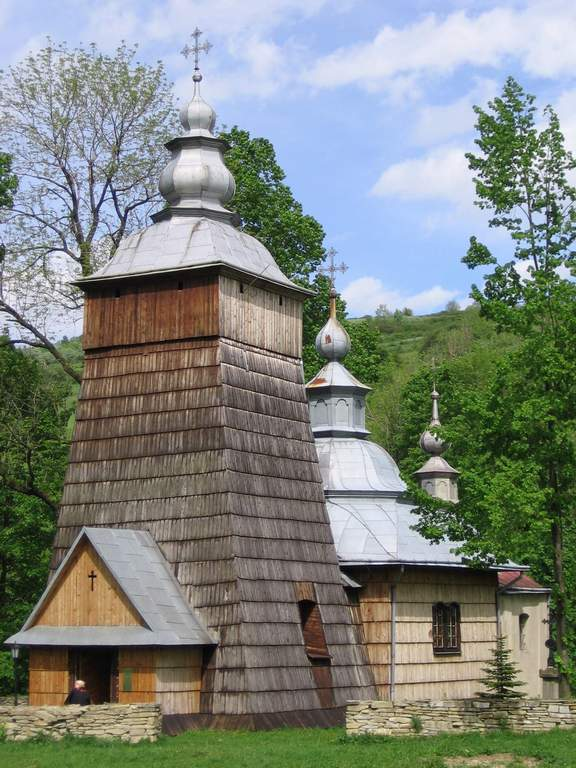
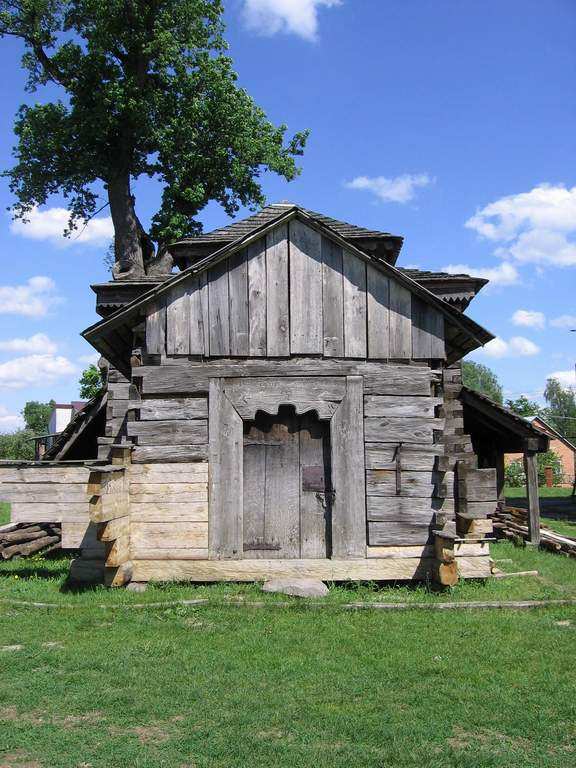
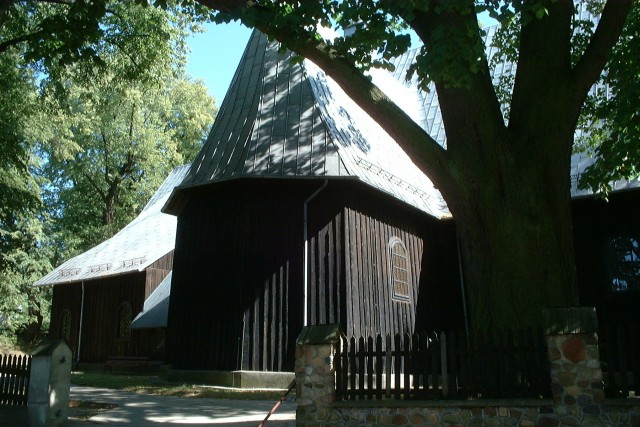
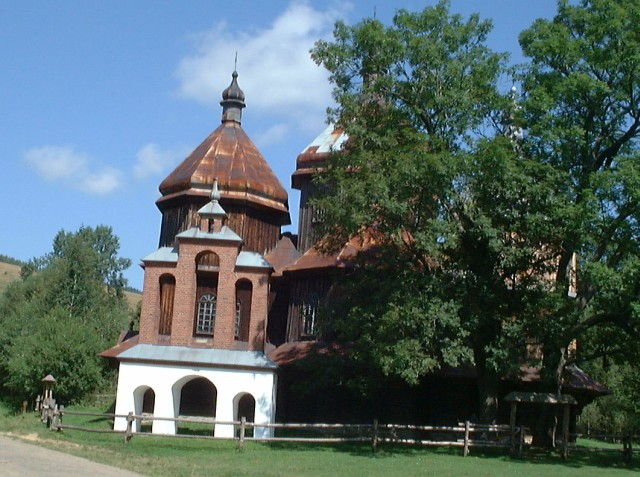
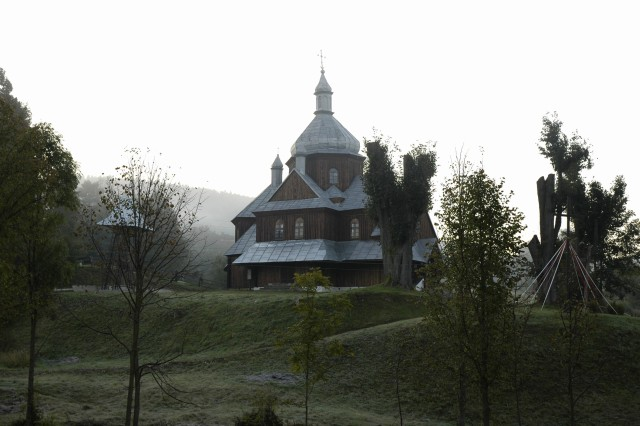
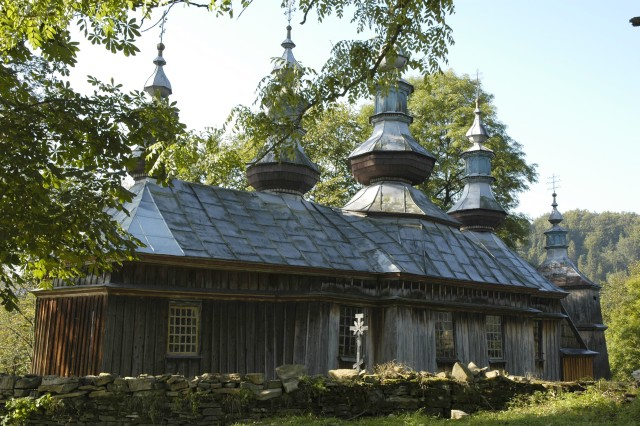
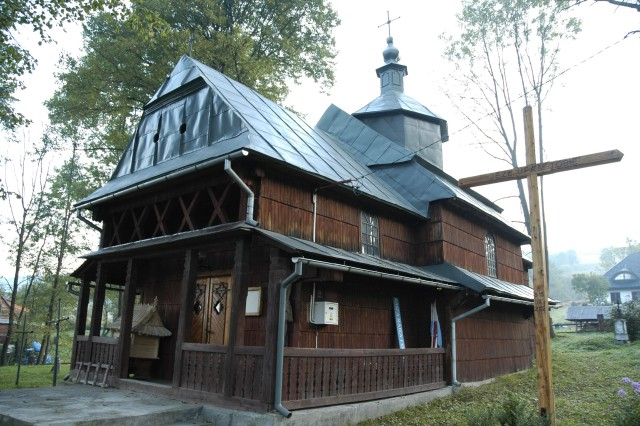
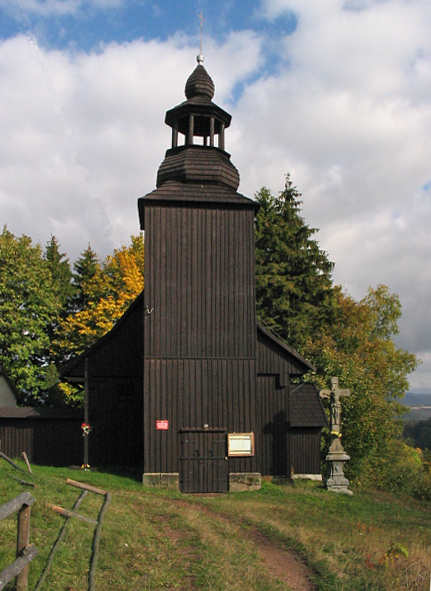